# Rampurva

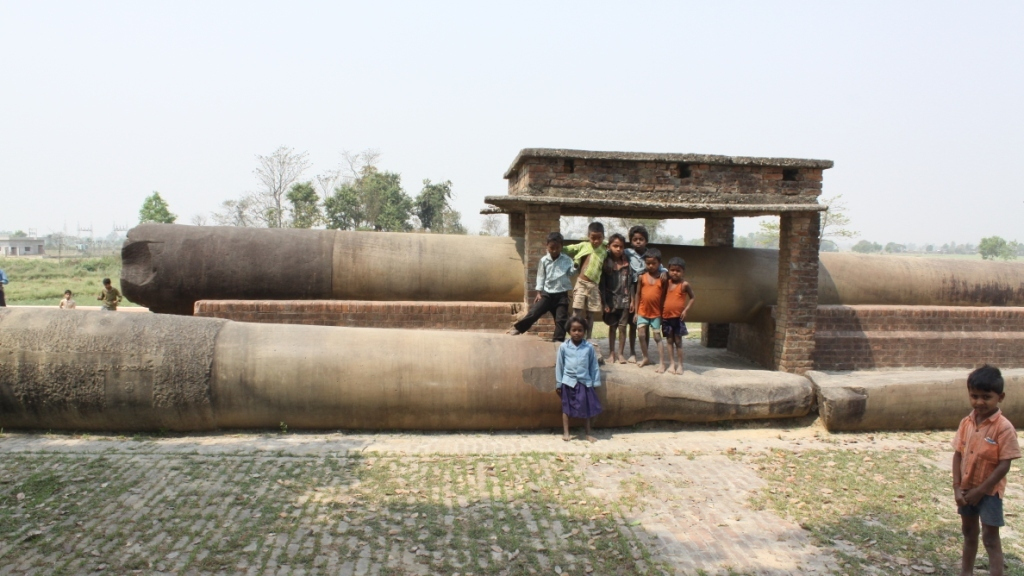
Les deux piliers sont toujours à Rampurva, couchées au sol, l'inscription du pilier au lion recouverte par un abri.

Rampurva est un site archéologique du district du Champaran occidental, dans l'État indien du Bihar, situé à proximité de la frontière avec le Népal.

## Histoire
Le site est connu pour la découverte d'une paire de piliers d'Ashoka en 1876 par Archibald Campbell Carlyle (en). L'un représente un lion, l'autre un taureau. Le taureau en particulier est souvent cité comme exemple de syncrétisme artistique, combinant des éléments indiens, achéménides et grecs : le sujet animalier est plutôt indien, la forme générale du chapiteau est d'inspiration achéménide, alors que les motifs floraux en palmette témoignent d'une influence de l'art hellénistique.
Certains auteurs considèrent que le chapiteau au taureau est chronologiquement antérieur à Ashoka.

## Les deux piliers

### Pilier au lion
Le lion est un des motifs habituels des Piliers d'Ashoka. Seul le pilier au lion possède une inscription. Celle-ci consiste en quatre édits sur colonne. Le fait que l'inscription soit très régulière amène John Irwin à penser qu'elle a été gravée alors que le pilier était encore couché au sol, et que donc ce pilier est une véritable création d'Ashoka, avec des motifs d'abaque composés d'oies (hamsa) et de palmettes caractéristiques d'Ashoka, alors que pour lui le pilier au zébu serait antérieur.

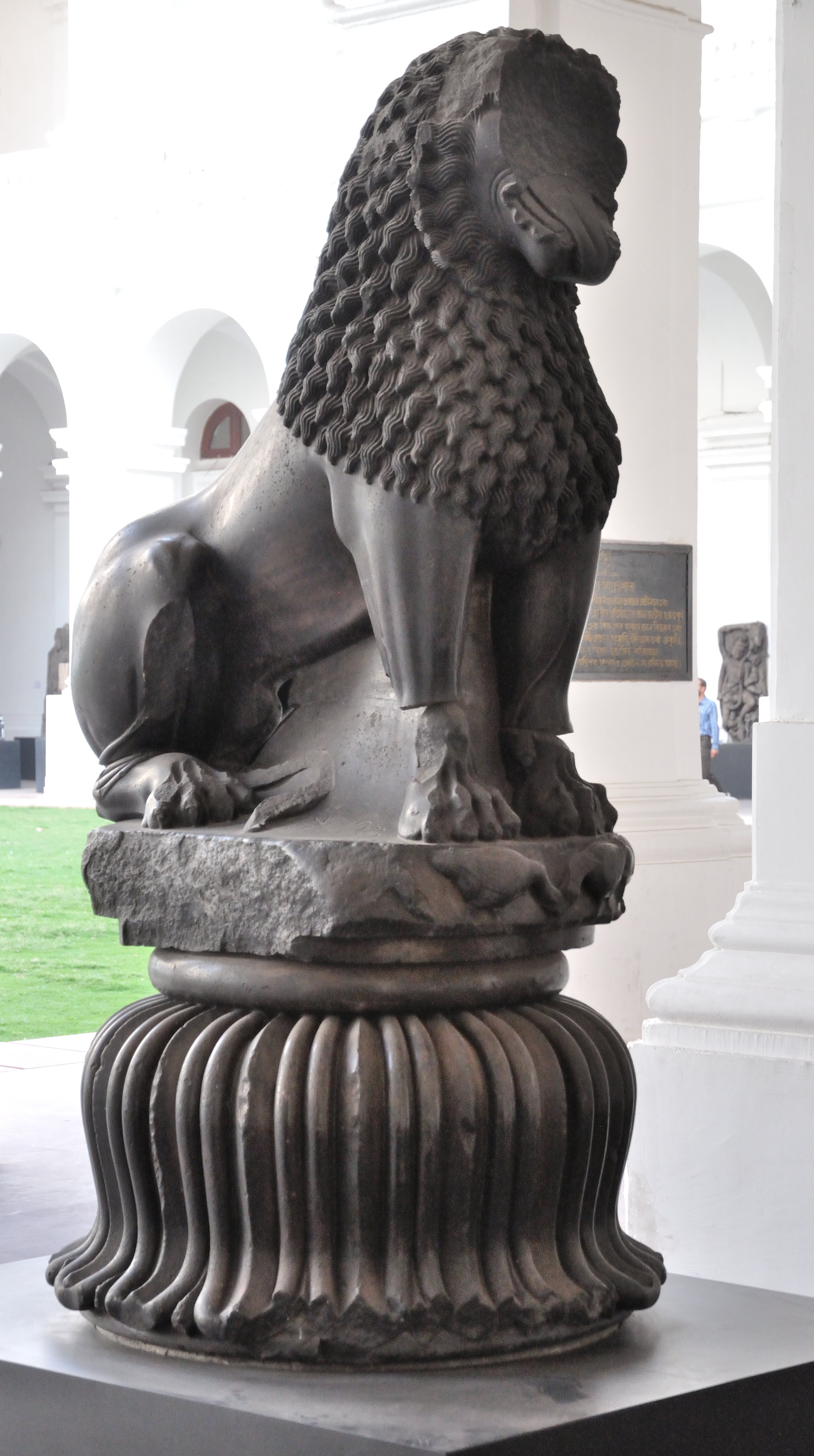
Chapiteau au lion du pilier d'Ashoka de Rampurva, en grès, circa IIIe siècle av. J.-C. Musée indien à Calcutta.
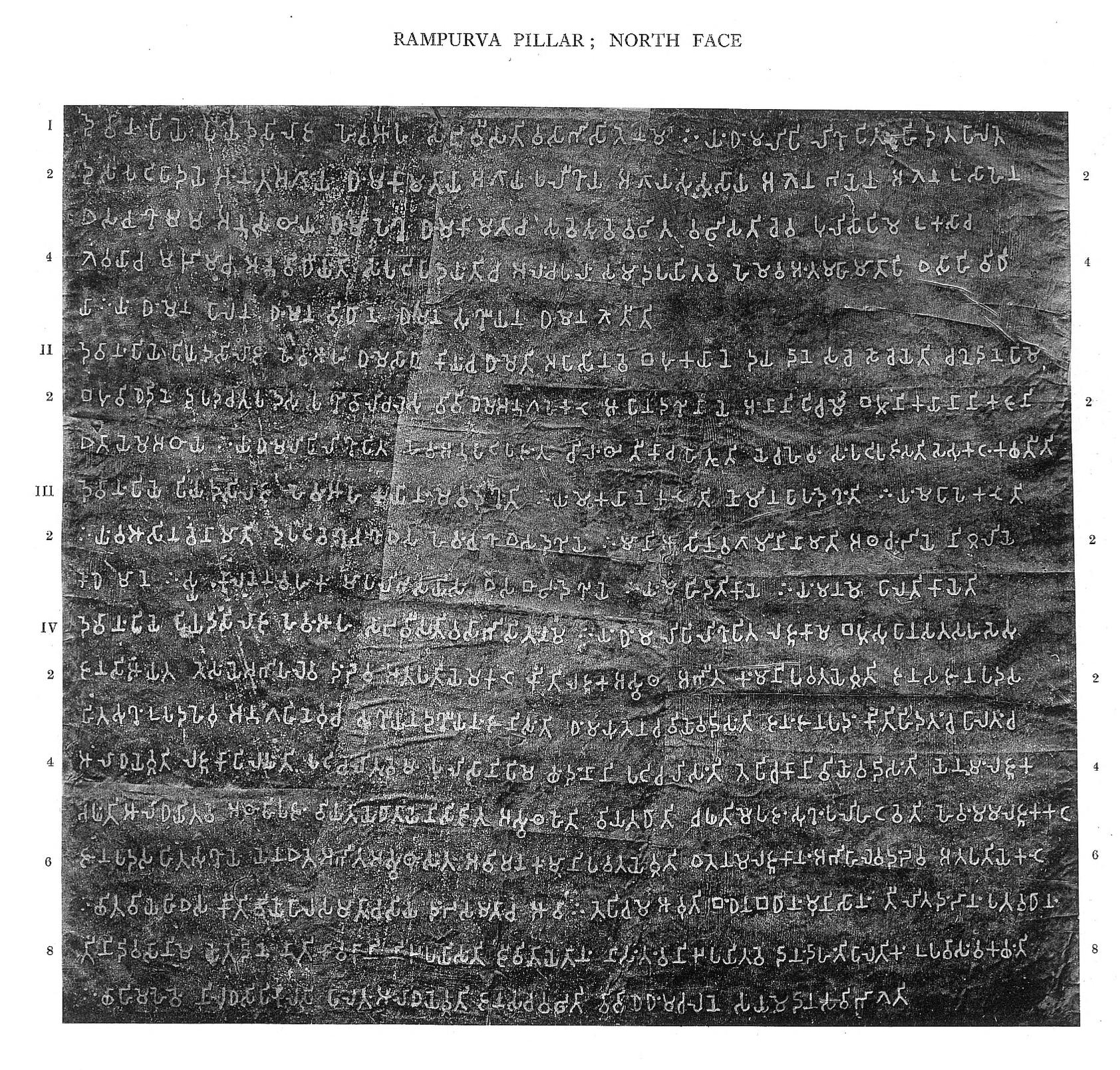
Édits d'Ashoka sur le pilier au lion (Edits sur piliers de 1 à 4).
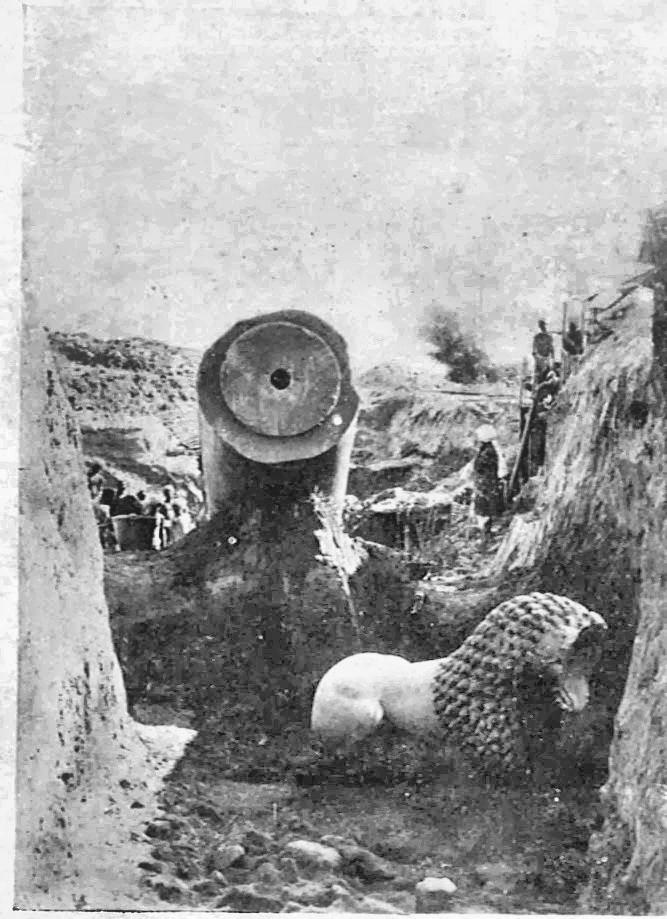
Le lion et son pilier inscrit, lors de leur découverte en 1907.
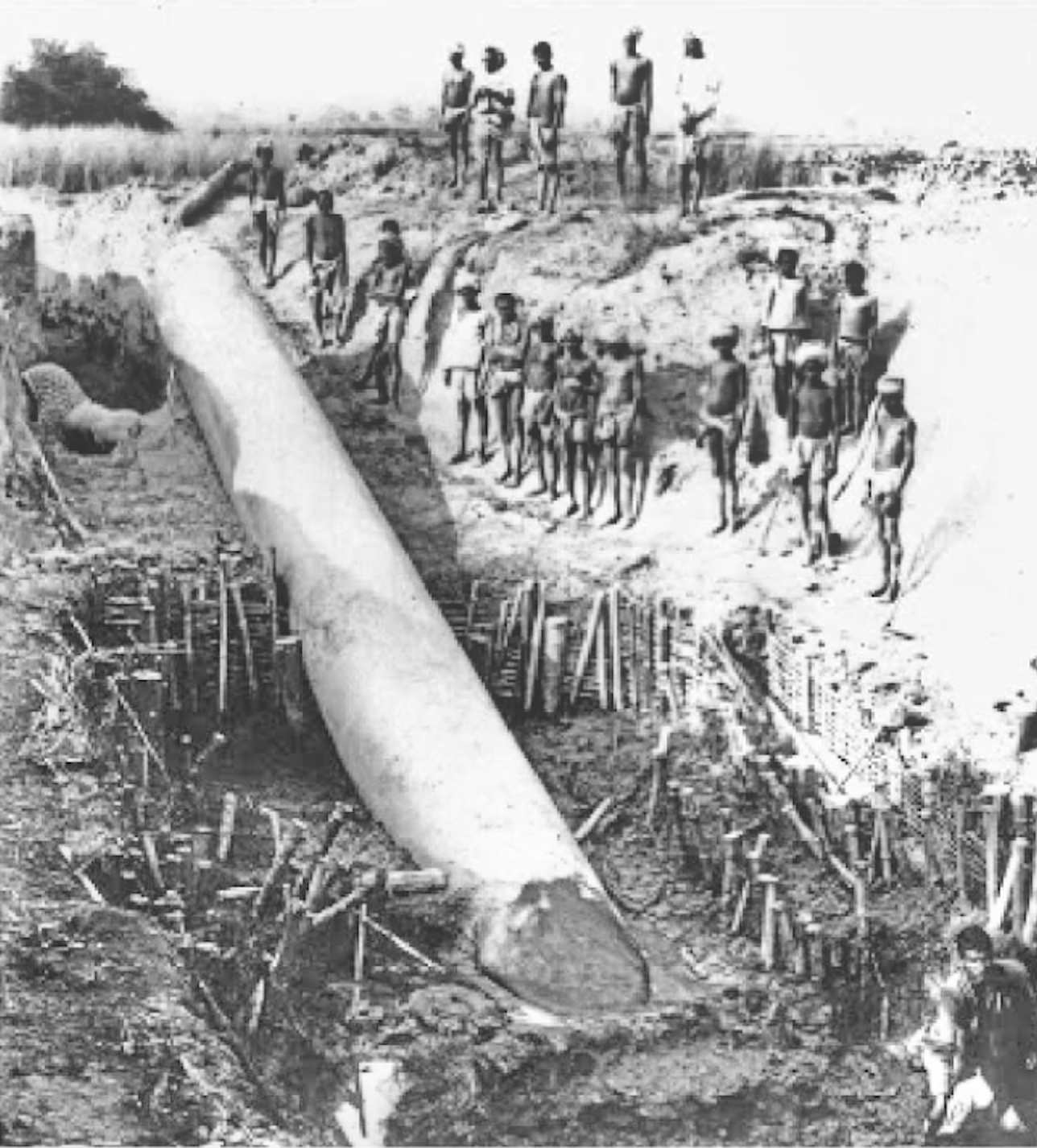
Excavation du pilier au lion, 1907. Le lion est visible en haut à gauche.

### Pilier au taureau
À 300 mètres au sud du pilier au lion furent découverts les vestiges d'un second pilier, le pilier au taureau. Le chapiteau d'origine du taureau de Rampurva se trouve aujourd'hui en haut des escaliers du palais présidentiel de Rashtrapati Bhavan, New delhi, India,. Il est marron clair (comme l'éléphant de Sankissa) en grès non poli ("unpolished buff sandstone"), contrairement à la copie de l'Indian Museum à Calcutta, qui est anthracite. Une explication détaillée est disponible sur le site du gouvernement indien.
Les deux piliers sont aujourd'hui disposés côte à côte sur le sol, près des vestiges de deux petits stupas à Rampurva.

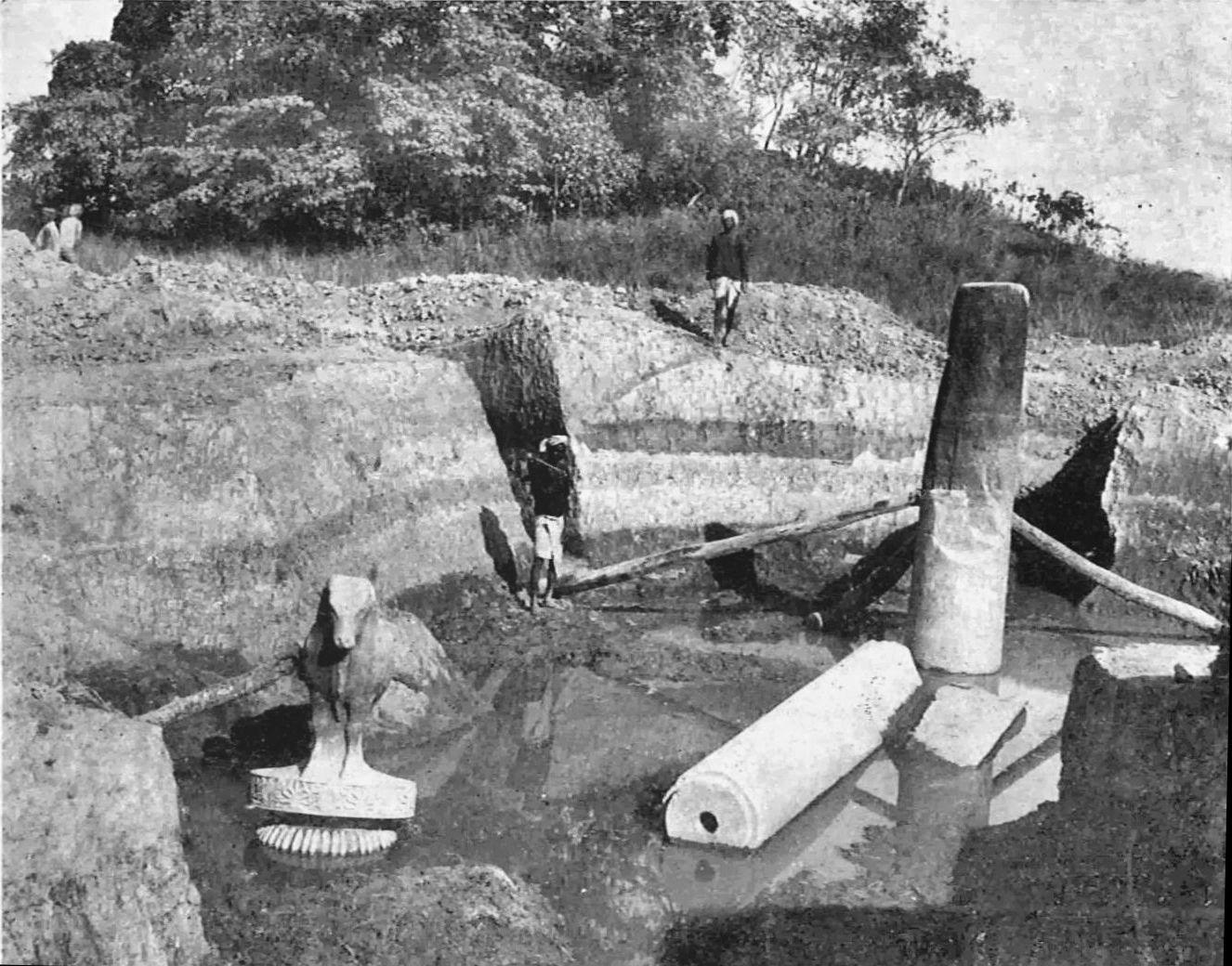
Le zébu et son pilier sans inscriptions, lors de leur découverte.
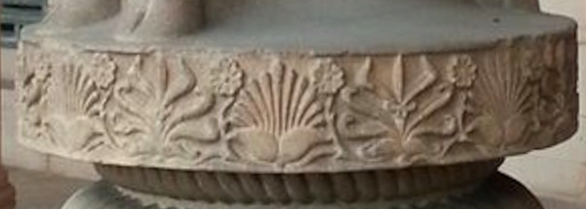
Motifs hellénistiques de l'abaque : palmettes et lotus.
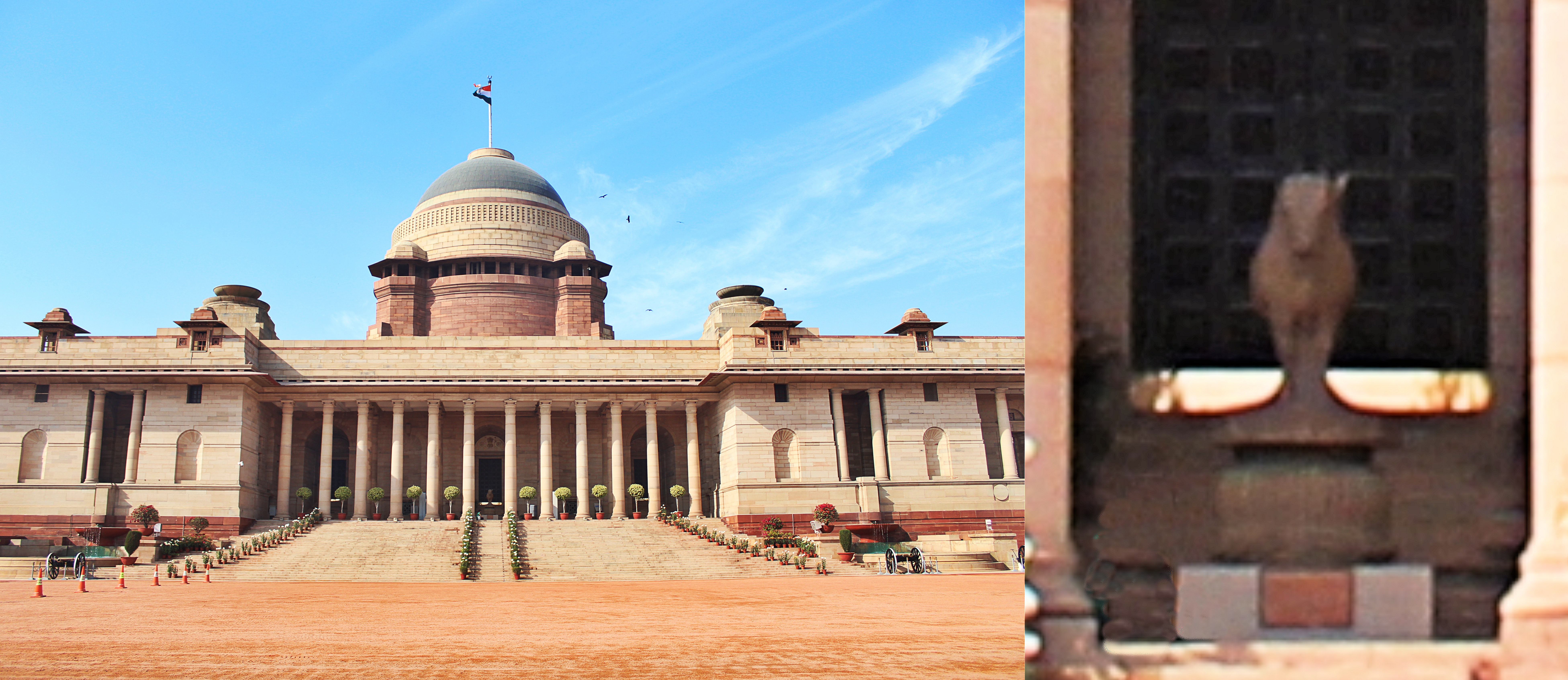
Le chapiteau d'origine du taureau de Rampurva se trouve de nos jours en haut des marches du palais présidentiel de Rashtrapati Bhavan, New delhi, India[5],[4].
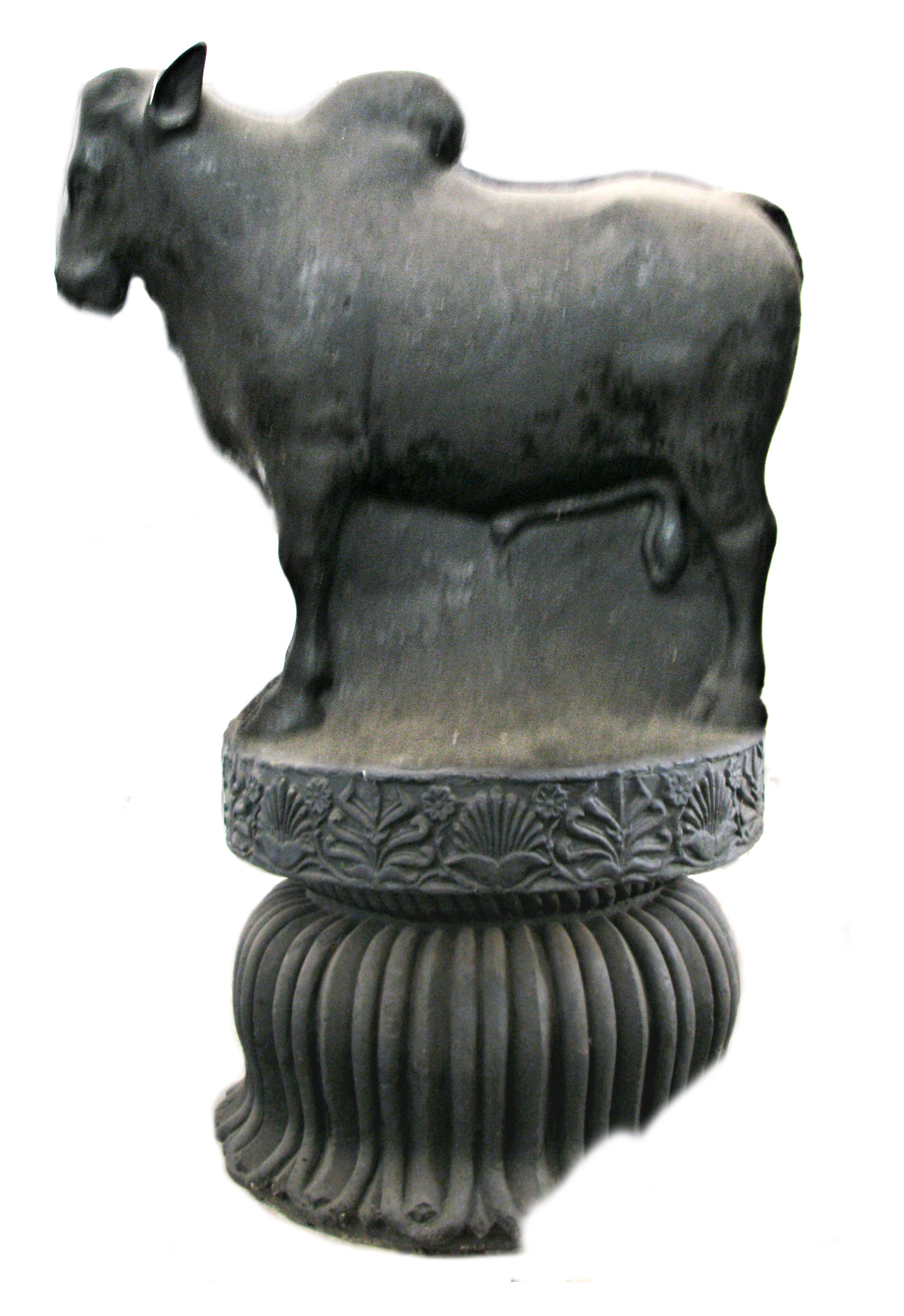
La copie du Musée indien, Calcutta, de couleur anthracite.